# Tramvajska linija št. 10 (Szczecin)
Tramvajska linija številka 10 (Las Arkoński – Gumieńce) je ena izmed 12 tramvajskih linij javnega mestnega prometa v Szczecinu. Povezuje Gumieńce in Arkońskie-Niemierzyn. Ova linija je začela obratovati 2012. Celotna linija je dolga 9,5 kilometrov.

## Trasa
| Smer: Gumieńce | Smer: Las Arkoński |
| --- | --- |
| Las Arkoński – Arkońska – Niemierzyńska – Krasińskiego – Rondo Giedroycia – Wyzwolenia – Niepodległości – Brama Portowa – Krzywoustego – Plac Kościuszki – Sikorskiego – Ku Słońcu – Gumieńce | Gumieńce – Kwiatowa – Okulickiego – Ku Słońcu – Sikorskiego – Plac Kościuszki – Krzywoustego – Brama Portowa – Niepodległości – Wyzwolenia – Krasińskiego – Niemierzyńska – Arkońska – Las Arkoński |